# Michael Relph
Michael Leighton George Relph, född 16 februari 1915 i Broadstone, Dorset, död 30 september 2004 i Selsey, West Sussex, var en brittisk filmregissör, filmproducent och manusförfattare.

## Filmografi i urval
- 1948 – Saraband - (producent)
- 1949 – Sju hertigar - (producent)
- 1950 – Blå lyktan - (producent)
- 1951 – Övervakad - (regi, producent, manus)
- 1955 – Privatdeckar'n - (producent)
- 1955 – Skeppet som dog av skam - (producent, manus)
- 1959 – Desert Mice - (regi)
- 1960 – Gentlemannaligan - (producent)
- 1961 – Ett fall för Johnny Cousin - (producent)
- 1961 – Fallet Barret - (producent)
- 1970 – Mannen som jagade sig själv - (producent, manus)
- 1979 – Revolt - (producent)